# 三溴化铼
三溴化铼是一种无机化合物，化学式为Re3Br9，它是有光泽的黑色固体，可以和水反应，生成二氧化铼。它与三氯化铼同构。

## 制备
三溴化铼可由金属铼和溴在500 °C的氮气中反应得到：
6Re + 9Br2 → 2Re3Br9
当氧存在时，会生成氧溴化铼(III)。
更常用的制备方法是利用六溴合铼(IV)酸钾与硝酸银的反应，生成的六溴合铼(IV)酸银在600 °C分解，得到该化合物：
K2ReBr6 + 2AgNO3 → Ag2ReBr6 + 2KNO3
6Ag2ReBr6 → 12AgBr + 3Br2 + 2Re3Br9

## 反应
三溴化铼在丙酮中和三苯基膦（或三苯基胂）反应，可以得到紫色的Ph3ERe3Br9（E=P, As）。吡啶可以将其还原，生成暗绿色的[Re3Br6(py)3]n。
它和叠氮化钠在氯化铯存在下于甲醇中反应，可以得到Cs3[Re3Br3(N3)9]·H2O。它和氰化钠在氯化铯存在下反应，可以得到Cs4Na[Re3Br3(CN)9]·5.25H2O。